# Pallacanestro Olimpia Milano 1967-1968
Questa voce raccoglie le informazioni riguardanti la Pallacanestro Olimpia Milano sponsorizzata Simmenthal nelle competizioni ufficiali della stagione 1967-1968.

## Verdetti stagionali
- Serie A 1967-1968: 4ª classificata su 12 squadre (15 partite vinte su 22)[1]
- Coppa dei Campioni: Semifinalista

## Roster
- Giulio Iellini
- Sandro Riminucci
- Massimo Masini
- Gianfranco Pieri [2]
- Craig Raymond
- Steve Wolf
- Gianfranco Fantin
- Giandomenico Ongaro
- Giuseppe Brumatti
- Mauro Cerioni

Allenatore: Cesare Rubini